# Cons-Sainte-Colombe
Cons-Sainte-Colombe ist eine Commune déléguée in der französischen Gemeinde Val de Chaise mit 396 Einwohnern (Stand: 1. Januar 2022) im Département Haute-Savoie in der Region Auvergne-Rhône-Alpes.

## Geographie
Cons-Sainte-Colombe liegt auf 545 m, östlich von Faverges, etwa zehn Kilometer nordnordwestlich der Stadt Albertville (Luftlinie). Das Bauerndorf erstreckt sich auf einem Schuttkegel leicht erhöht am südlichen Rand der breiten Talniederung der Chaise, welche die Bornes-Alpen im Norden vom Massiv der Bauges im Süden trennt.
Nachbarorte von Cons-Sainte-Colombe sind Saint-Ferréol im Norden, Marlens und Ugine im Osten sowie Faverges im Südwesten.

## Geschichte
Der Ortsname Cons leitet sich vom vulgärlateinischen Wort cumba (Schlucht, kleines Tal) her, aus dem sich das französische combe entwickelte. Bis 1789 und von 1801 bis 1815 hieß die Gemeinde lediglich Cons.
Sie wurde mit Wirkung vom 1. Januar 2016 mit der früheren Gemeinde Marlens fusioniert und zur Commune nouvelle Val de Chaise zusammengelegt. Sie gehörte zum Arrondissement Annecy und zum Kanton Faverges.

## Sehenswürdigkeiten
Die Kirche Sainte-Colombe wurde 1860 im Stil der Neugotik errichtet. Im alten Ortskern sind zahlreiche Häuser im typischen savoyischen Baustil erhalten. Am Ortsausgang in Richtung Marlens befinden sich zwei Kalköfen aus dem 19. Jahrhundert, die im Jahr 2006 restauriert wurden.

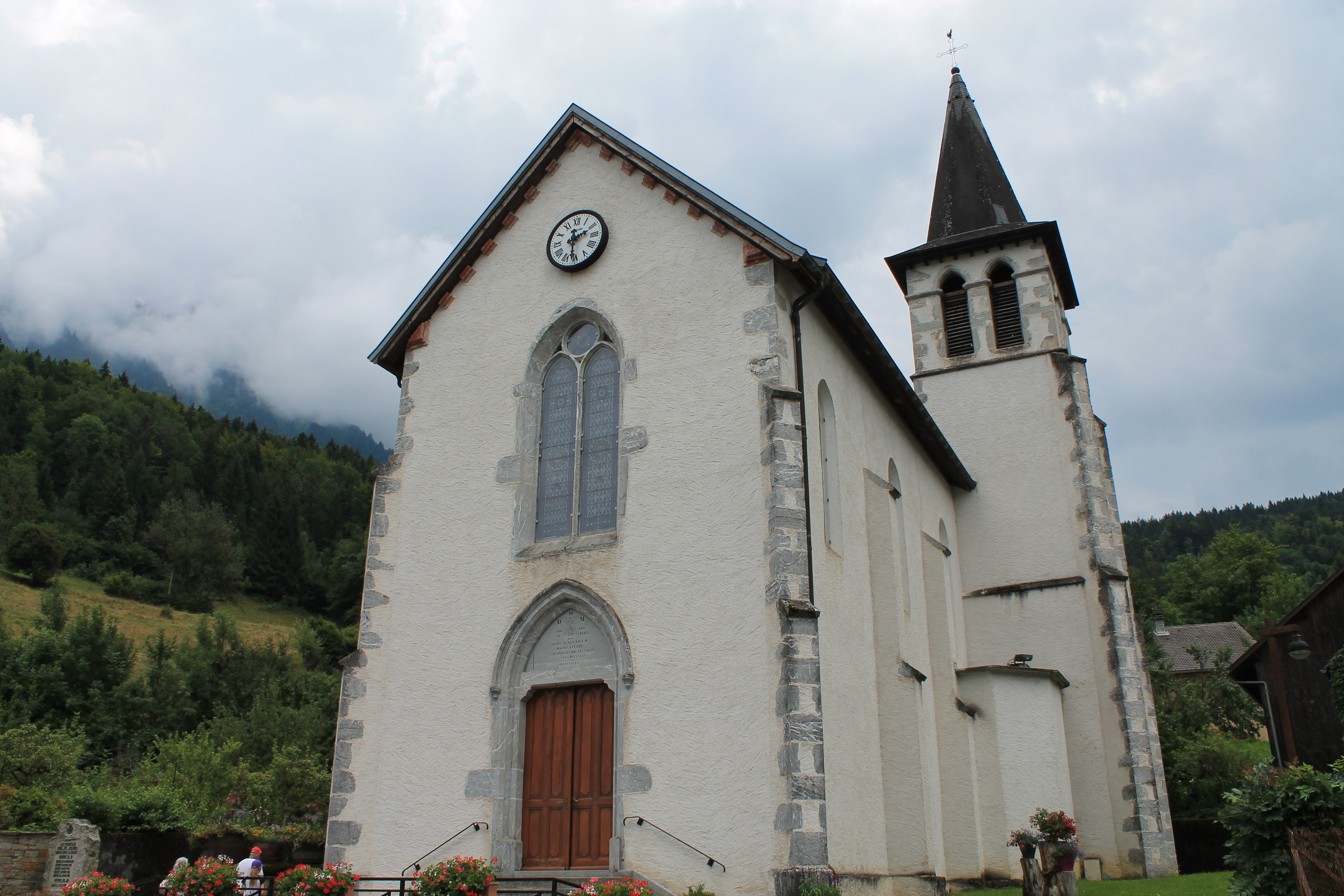
Kirche Sainte-Colombe
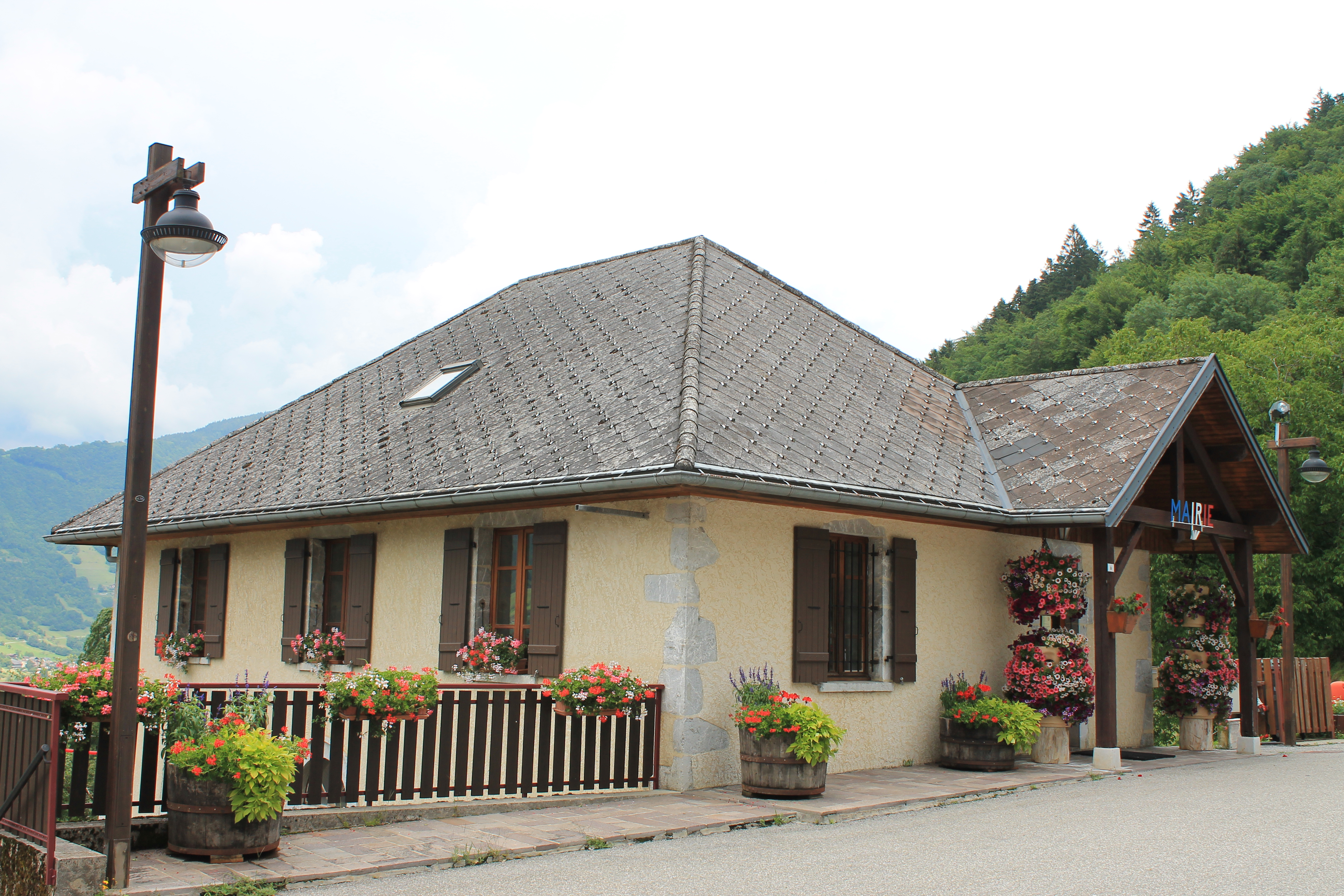
Ehemaliges Rathaus
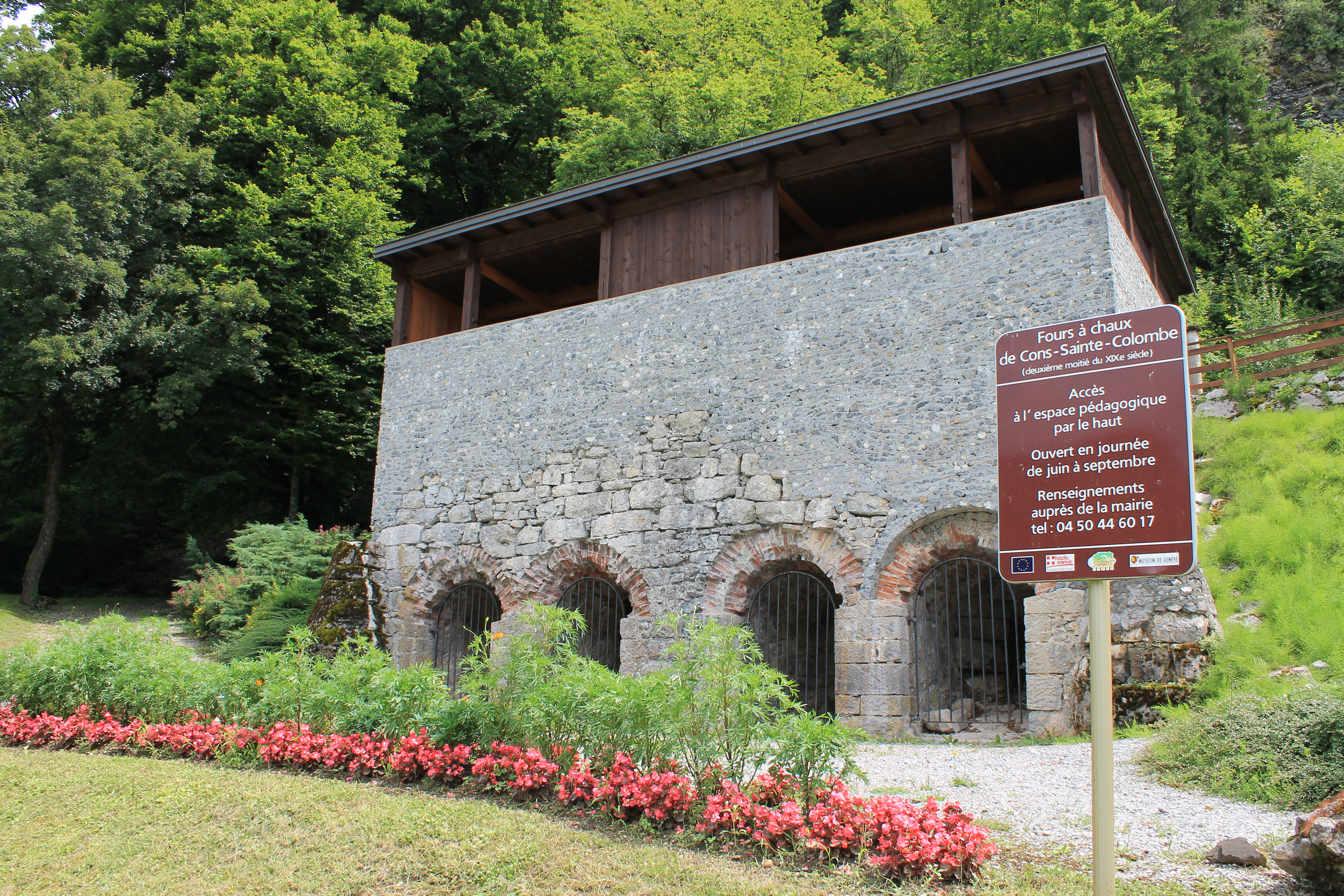
Renovierte und im Sommer begehbare alte Kalköfen
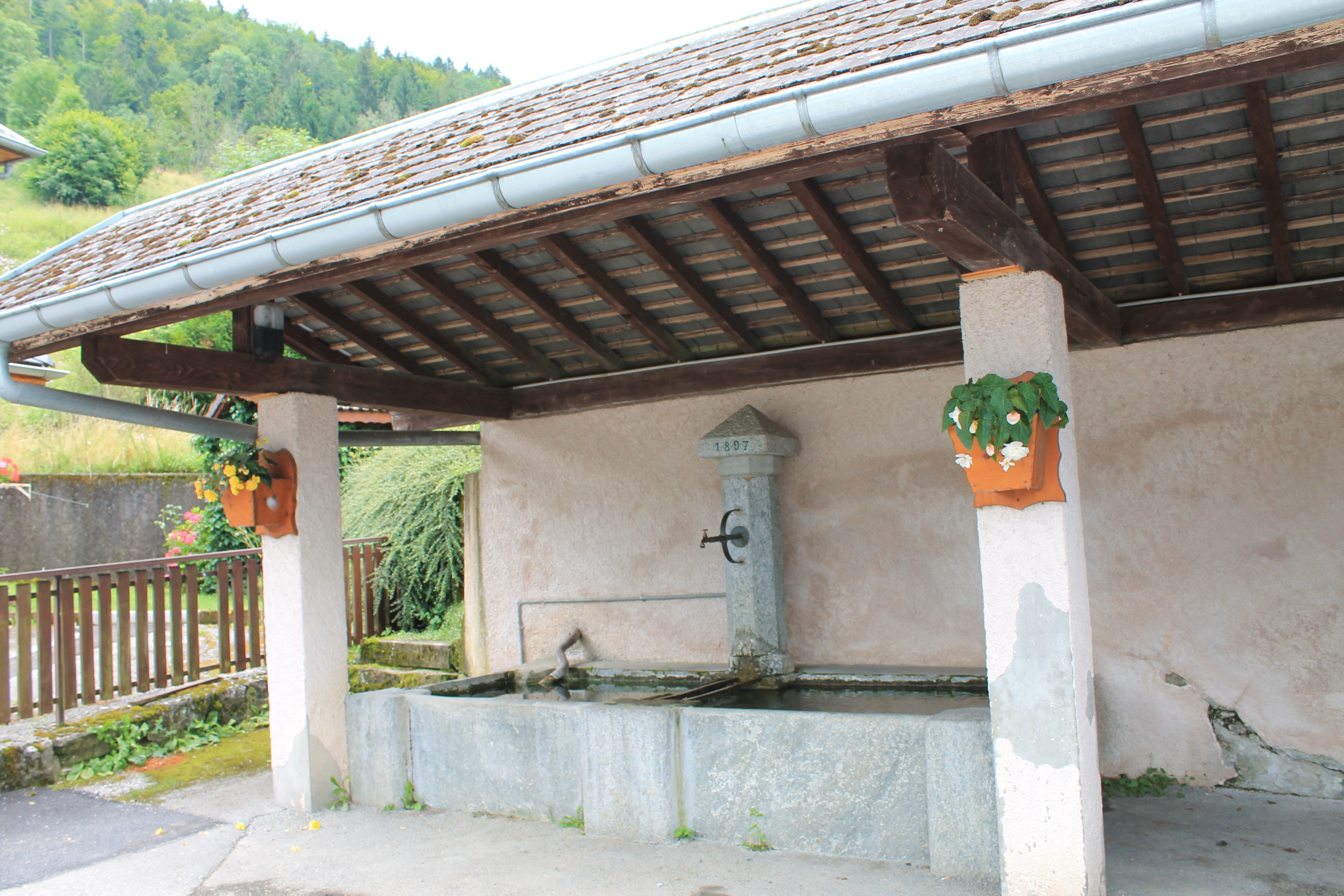
Brunnen und ehemalige Viehtränke
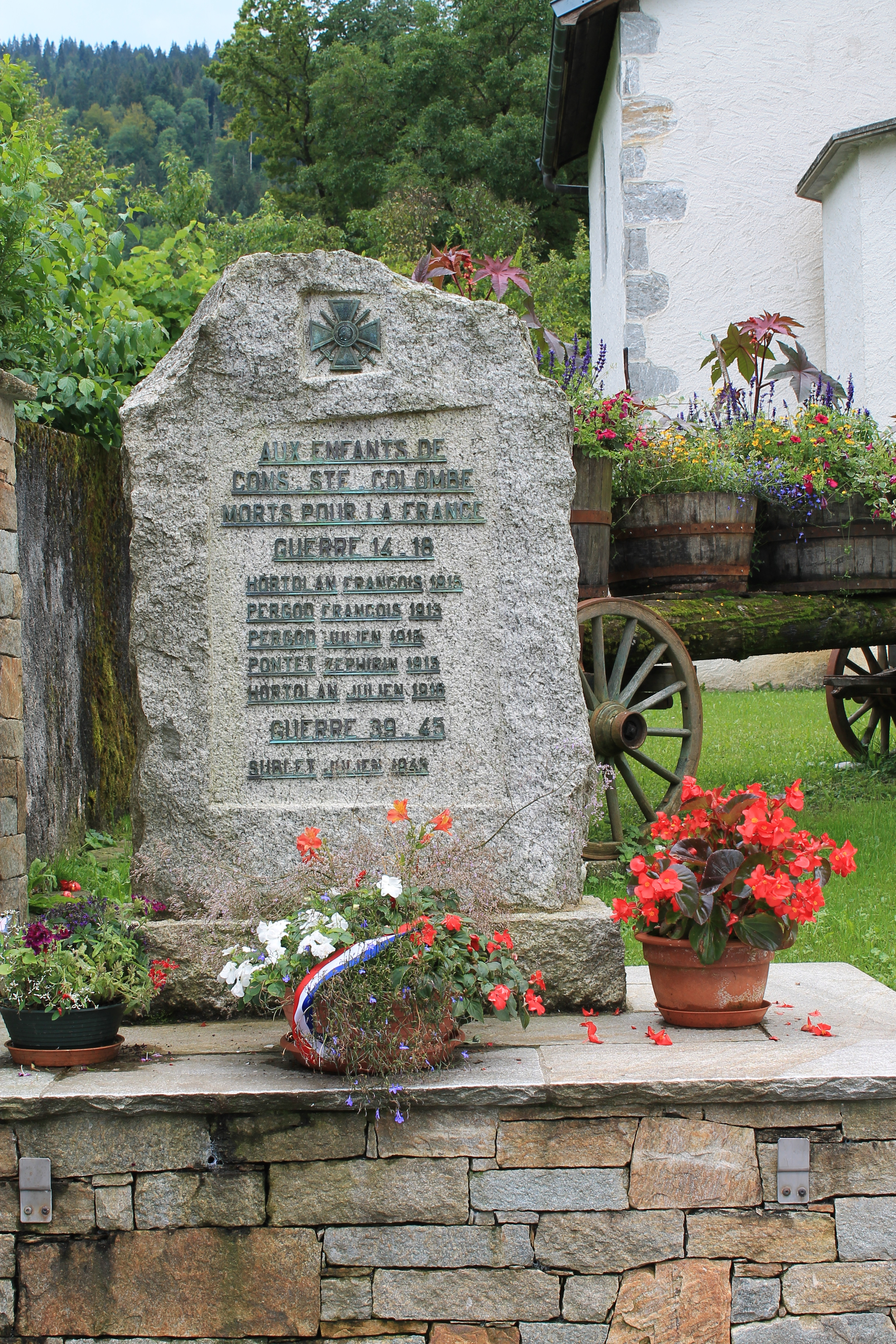
Gefallenendenkmal

## Bevölkerung
| Bevölkerungsentwicklung | Bevölkerungsentwicklung |
| Jahr                    | Einwohner               |
| ----------------------- | ----------------------- |
| 1962                    | 159                     |
| 1968                    | 156                     |
| 1975                    | 158                     |
| 1982                    | 231                     |
| 1990                    | 227                     |
| 1999                    | 261                     |
| 2006                    | 325                     |

Im Verlauf des 19. und 20. Jahrhunderts nahm die Einwohnerzahl aufgrund starker Abwanderung kontinuierlich ab (1861 wurden in Cons-Sainte-Colombe noch 224 Einwohner gezählt). Seit Mitte der 1970er Jahre wurde jedoch wieder eine deutliche Bevölkerungszunahme verzeichnet.

## Wirtschaft und Infrastruktur
Cons-Sainte-Colombe war bis weit ins 20. Jahrhundert hinein ein vorwiegend durch die Landwirtschaft geprägtes Dorf. Heute gibt es verschiedene Betriebe des Kleingewerbes. Viele Erwerbstätige sind Wegpendler, die in den größeren Ortschaften der Umgebung ihrer Arbeit nachgehen. Im 18. und 19. Jahrhundert wurde in Cons-Sainte-Colombe Kalk gefördert und gebrannt.
Die Ortschaft liegt abseits der größeren Durchgangsstraßen, ist aber von Faverges und Marlens, beide an der Hauptstraße N508 (Annecy-Albertville), leicht erreichbar. Der nächste Anschluss an die Autobahn A430 befindet sich in einer Entfernung von rund 19 km.